# Wutraum

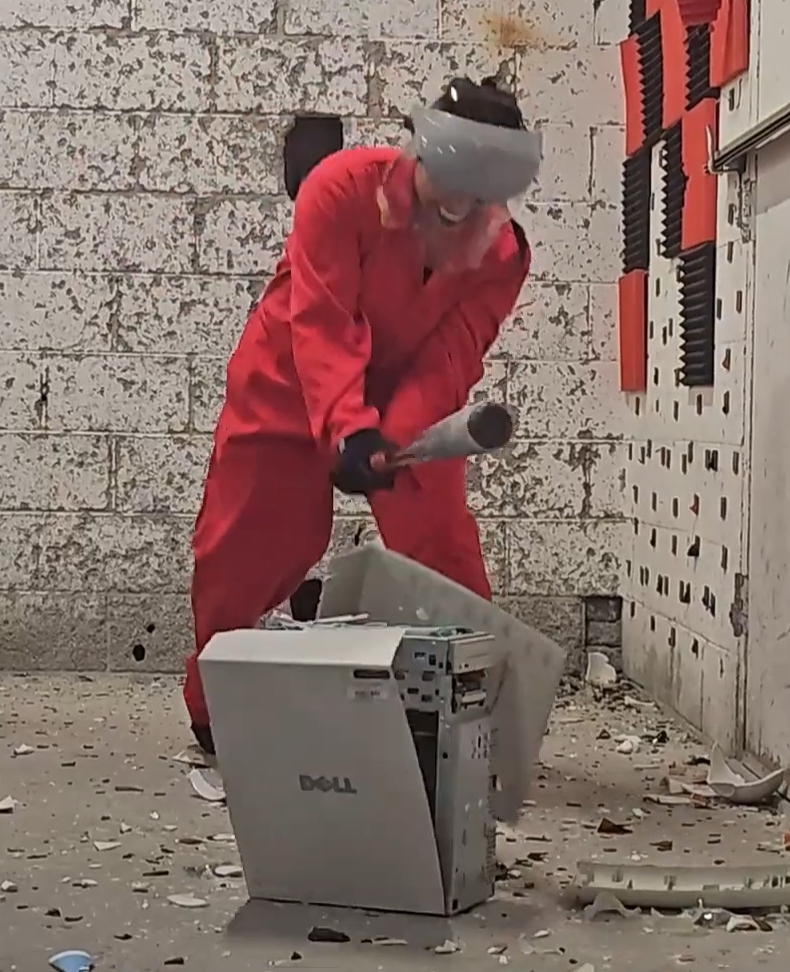
Frau zerstört einen alten Computer in einem Wutraum

Ein Wutraum, im englischen Sprachgebrauch auch bekannt als rage room, smash room oder anger room, ist ein kommerziell betriebener Ort, an dem Menschen ihrer Wut freien Lauf lassen können („venting“), indem sie Gegenstände zerstören.
Wuträume bestehen oft aus nachgestellten Wohnzimmern und Küchen mit Nachbildungen von Möbeln und Gegenständen wie Fernsehern und Schreibtischen. Teilweise ist den Kunden erlaubt, ihre eigenen Besitztümer zur Zerstörung mitzubringen.

## Geschichte
Die ersten Wuträume wurden wahrscheinlich 2008 oder früher in Japan eröffnet. In den USA eröffnete der erste Wutraum 2008 in Dallas. Das Konzept übertrug sich auf andere Länder wie Serbien, England und Argentinien. Mit der Zeit entstanden Hunderte von Wuträumen in den Vereinigten Staaten in Städten wie Huntsville, Tucson, Austin, Milwaukee, Buffalo, Charleston, Rochester, Hampton, Eugene, Charlotte, Ogden und American Fork.
2014 wurde der erste Wutraum in Deutschland in Halle an der Saale eröffnet.

## Wirksamkeit
In der Psychologie wird die Hypothese, dass die Auslebung von Aggressionen eine Reduktion negativer Emotionen (Ärger, Wut) bewirkt, unter der Bezeichnung Katharsis untersucht. Sie gilt als weitestgehend widerlegt. Die psychologische Forschung zeigt praktisch keine Evidenz für die vorteilhafte Wirkung dafür, die Wut „rauszulassen“.
Im Januar 2017 zeigte eine von Michael Stevens geleitete Studie über Wuträume, dass diese nicht hilfreich dabei sind, Wut zu kontrollieren, und in einigen Fällen die Teilnehmer sogar noch wütender machen können.
Mögliche Gründe dafür, dennoch einen Wutraum zu besuchen, sind der Wunsch, eine neue Erfahrung zu machen, zum Bonding zwischen Freunden oder Partnern, oder einfach zur Unterhaltung.